# تپه کلاته گله جار
تپه کلاته گله جار مربوط به مفرغ است و در شهرستان خرم‌آباد، بخش دوره چگنی، دهستان کشکان، ۲ کیلومتری جنوب روستای گرکز واقع شده و این اثر در تاریخ ۲۲ اسفند ۱۳۸۵ با شمارهٔ ثبت ۱۸۱۸۴ به‌عنوان یکی از آثار ملی ایران به ثبت رسیده است.